# Трюм
Трюм (от рус.: трюм, от нидерландски: trium < hetrium) е пространство в корпуса на плавателен съд (кораб) между дъното (или второто дъно) и долната палуба (или платформа). На български се употребява и думата хамбар. „Трюм“ може да се нарича и откритото пространство за превозване на товар с баржи – открит товарен трюм..
Трюмът се използва за разполагането на товари (на товарните кораби), запаси, баласт, а също и на корабните механизми. В зависимост от типа плавателен съд и неговите размери, броят трюмове и тяхното предназначение може да се променя. Дължината на трюма на пътническите кораби се определя от условията за непотопяемост. На товарните кораби трюмовете са разделени от напречни водонепроницаеми прегради образуващи няколко отсека, броят на които зависи от дължината на съда. Трюмът на хладилните кораби е оборудван с топлоизолация и хладилна установка, а капакът на трюма се прави сравнително неголям, за да се намалят топлинните загуби. 
На военните кораби трюмът е разделен на водонепроницаеми отсеци, чрез прегради и служи за съхраняване на снаряди запаси. 
Товаренето и разтоварването на трюмовете обикновено става през товарни люкове.
Номерирането на товарните трюмове върви от носа към кърмата. Помещенията във вътрешността на съда, разположени над трюма се наричат туиндекове (или твиндекове, от англ.: tweendeck).